# Thonalmus mariani
Thonalmus mariani là một loài bọ cánh cứng trong họ Lycidae. Loài này được Wojciechowska & Slipinski miêu tả khoa học năm 1985.